# Ивановский сельский округ (Ступинский район)
Ивановский сельский округ — упразднённая административно-территориальная единица, существовавшая на территории Ступинского района Московской области в 1994—2006 годах.
Ивановский сельсовет был образован в первые годы советской власти. По данным 1921 года он входил в состав Семёновской волости Серпуховского уезда Московской губернии.
В 1924 году к Ивановскому с/с был присоединён Агаринский с/с.
4 ноября 1925 года из Ивановского с/с был выделен Агаринский с/с. Одновременно к Ивановскому с/с был присоединён Гридюкинский с/с.
В 1926 году к Ивановскому с/с вновь был присоединён Агаринский с/с. При этом из состава Ивановского с/с был снова выделен Гридюкинский с/с.
В 1929 году к Ивановскому с/с были присоединены Ананьинский и Гридюкинский с/с.
В 1926 году Ивановский с/с включал село Ивановское, деревни Агарино и Гридьково.
В 1929 году Ивановский с/с был отнесён к Михневскому району Серпуховского округа Московской области.
21 августа 1936 года к Ивановскому с/с был присоединён Калянинский с/с (селения Калянино, Канищево и Кравцово).
10 апреля 1953 года из Ивановского с/с в Назаровский были переданы селения Калянино и Канищево.
14 июня 1954 года к Ивановскому с/с были присоединены Назаровский и Чирковский сельсоветы.
3 июня 1959 года Михневский район был упразднён и Ивановский с/с вошёл в новообразованный Ступинский район.
20 августа 1960 года к Ивановскому с/с был присоединён Семёновский с/с.
1 февраля 1963 года Ступинский район был упразднён и Ивановский с/с вошёл в Ступинский сельский район. 11 января 1965 года Ивановский с/с был возвращён в восстановленный Ступинский район.
4 апреля 1973 года из Ивановского с/с был выделен Семёновский с/с, к которому отошли селения Авдотьино, Ананьино, Бекетово, Горки, Гридюкино, Дубечино, Колычево, Мышенское-1, Мышенское-2, Ольгино, Полушкино, Семёновское, Сумароково, Теняково, Чирково, Щелково и территория дома отдыха «Лопасня».
3 февраля 1994 года Ивановский с/с был преобразован в Ивановский сельский округ.
В ходе муниципальной реформы 2004—2005 годов Ивановский сельский округ прекратил своё существование как муниципальная единица. При этом все его населённые пункты были переданы в сельское поселение Семёновское.
29 ноября 2006 года Ивановский сельский округ исключён из учётных данных административно-территориальных и территориальных единиц Московской области.